# ناکسوس
ناکسوس (Νάξος) جزیره‌ای متعلق به یونان است که در دریای اژه (اژه جنوبی) قرار دارد. جمعیت این جزیره ۱۸۱۸۸ نفر است.

## نگارخانه

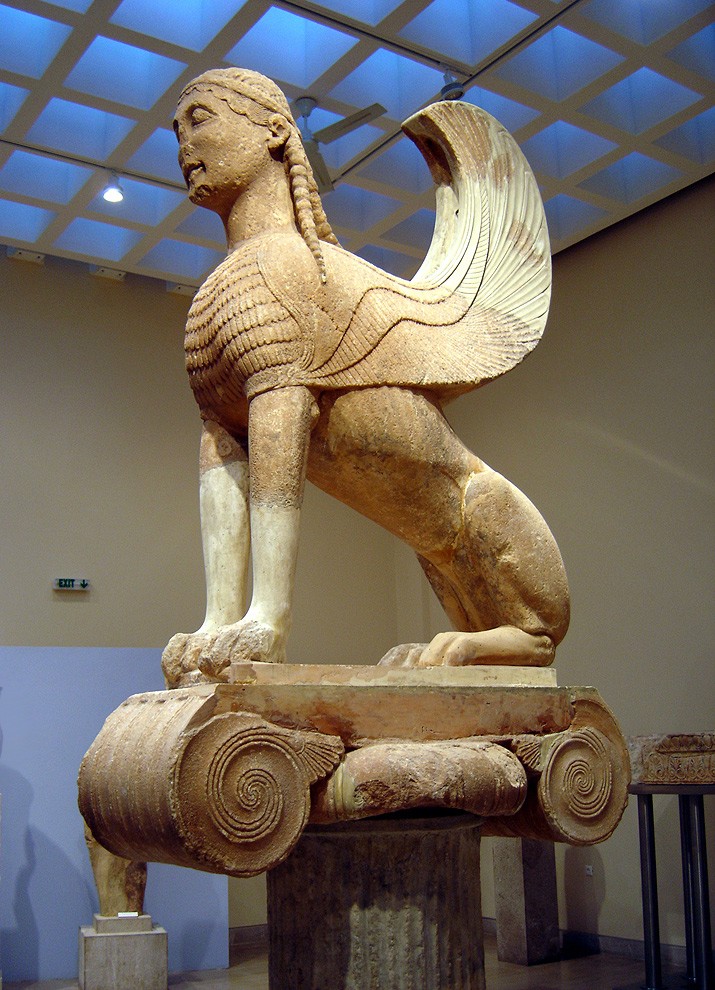
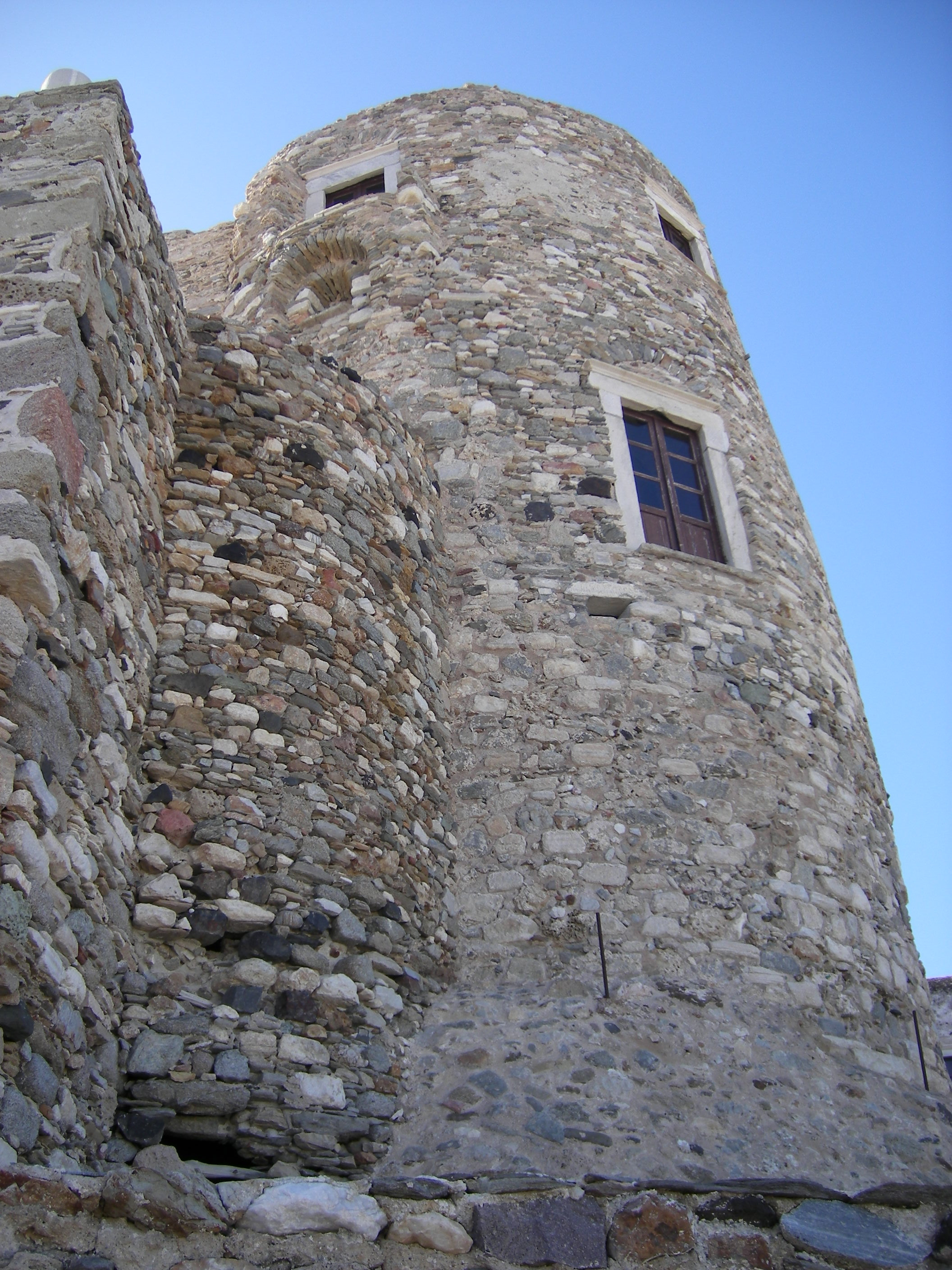
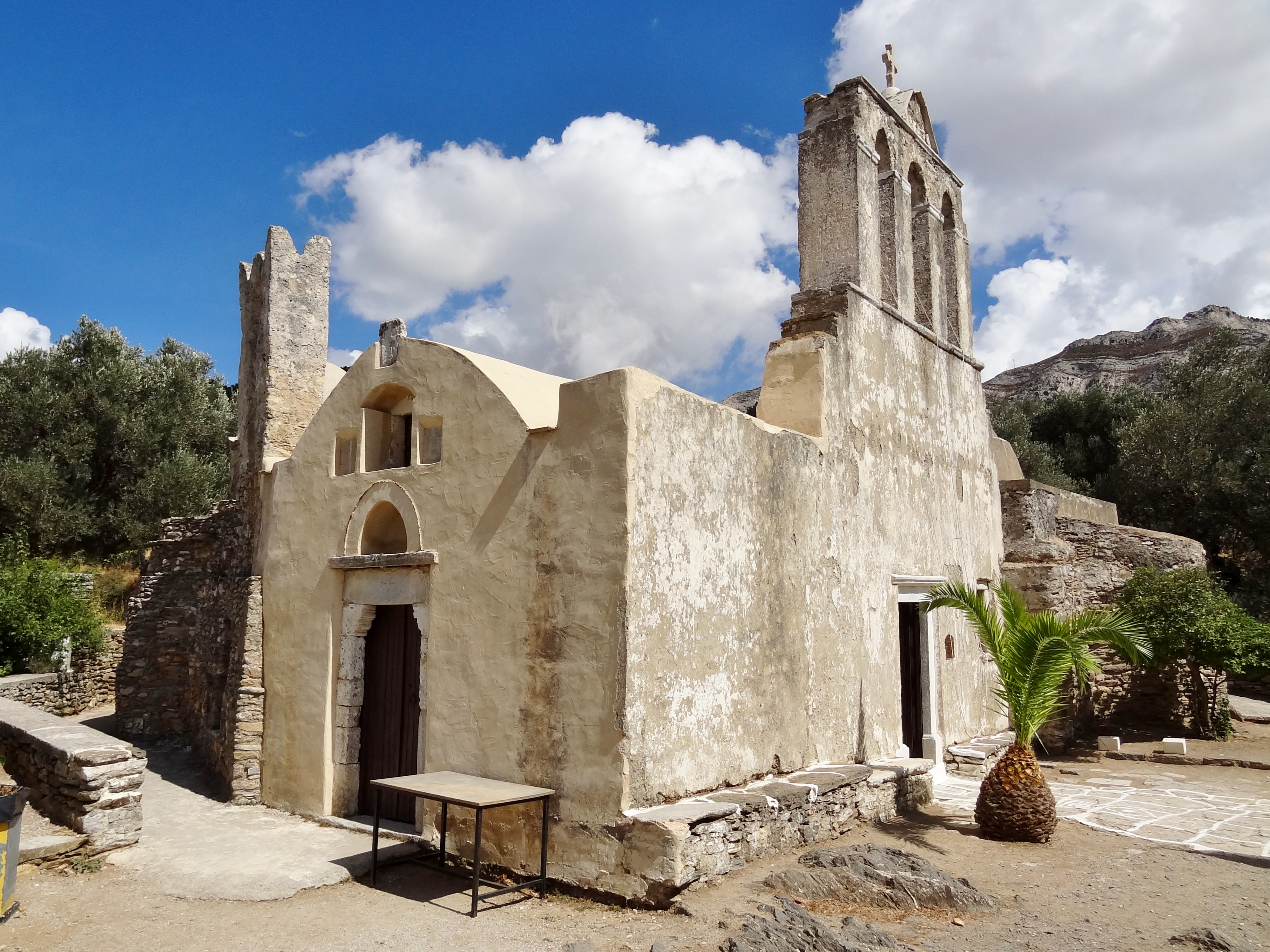
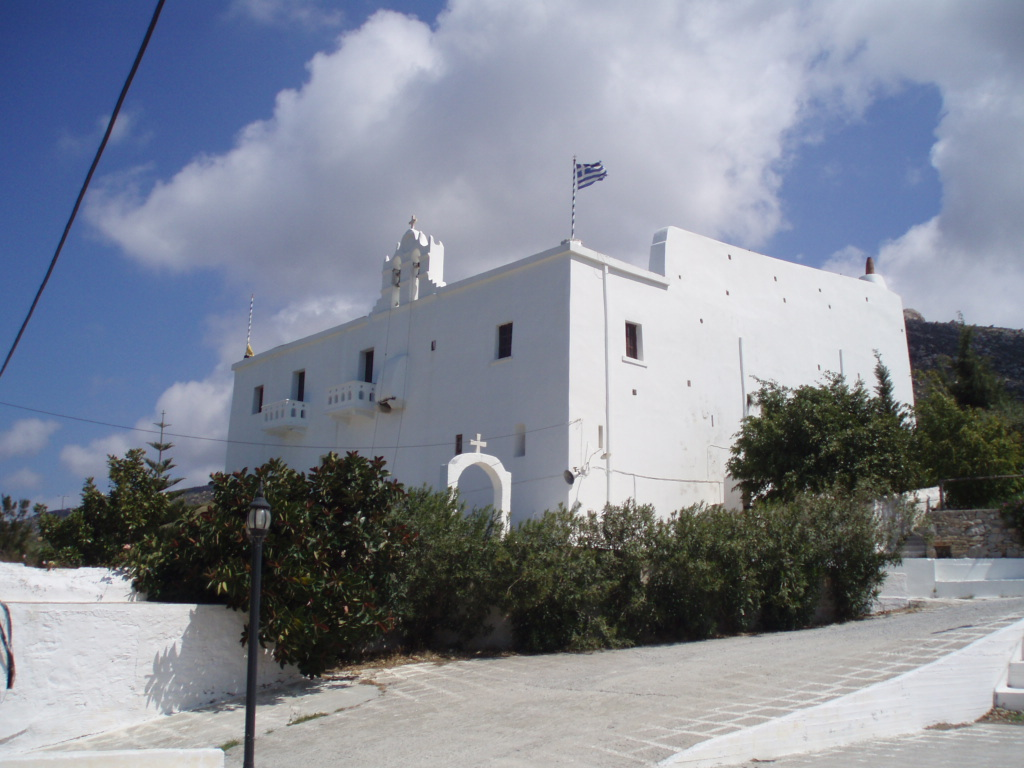
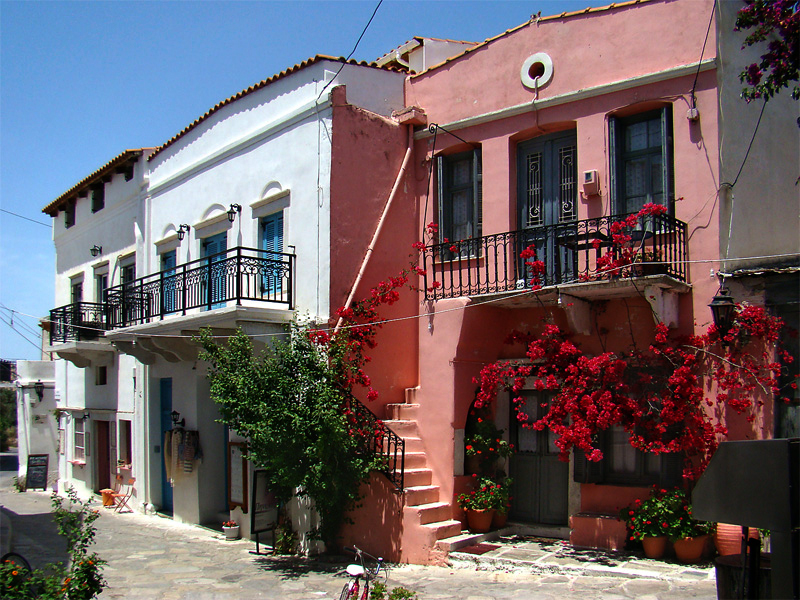
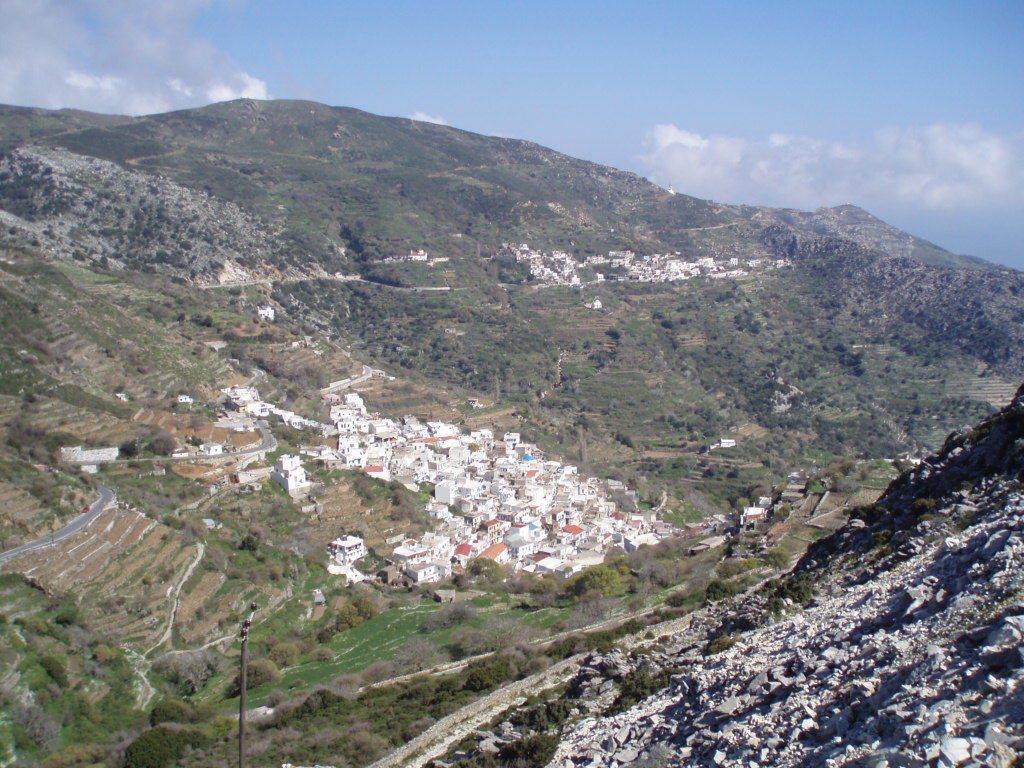
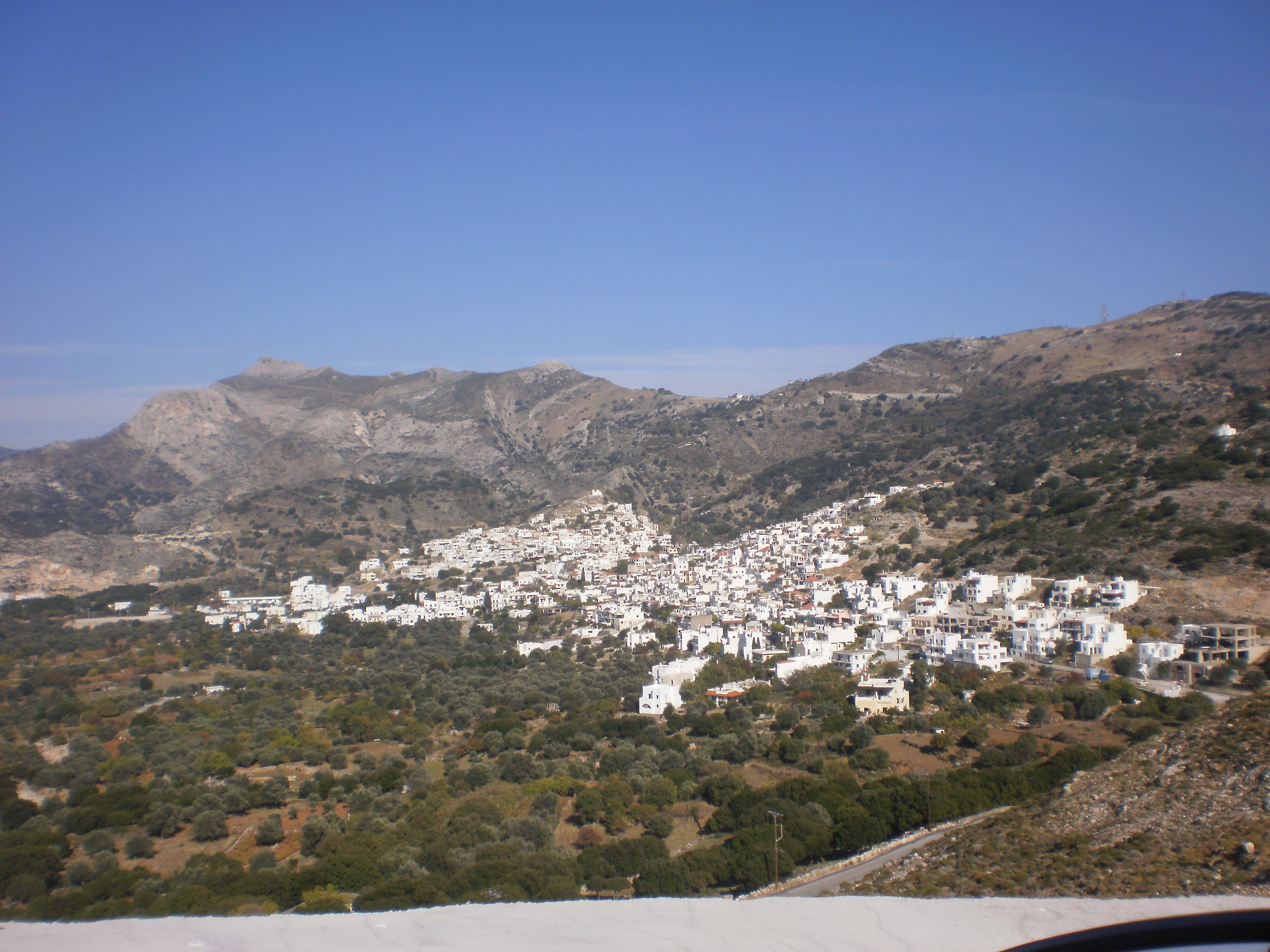
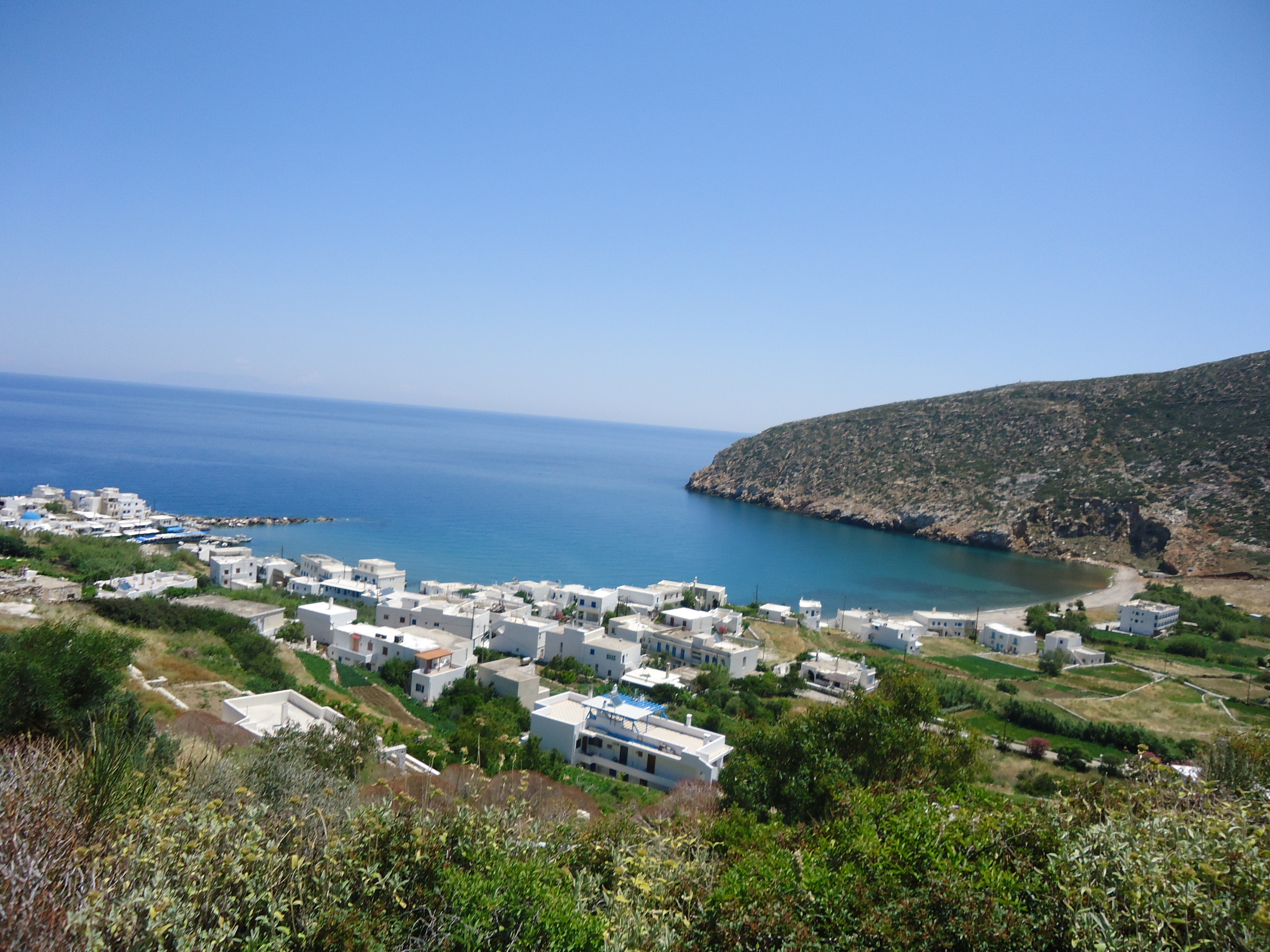
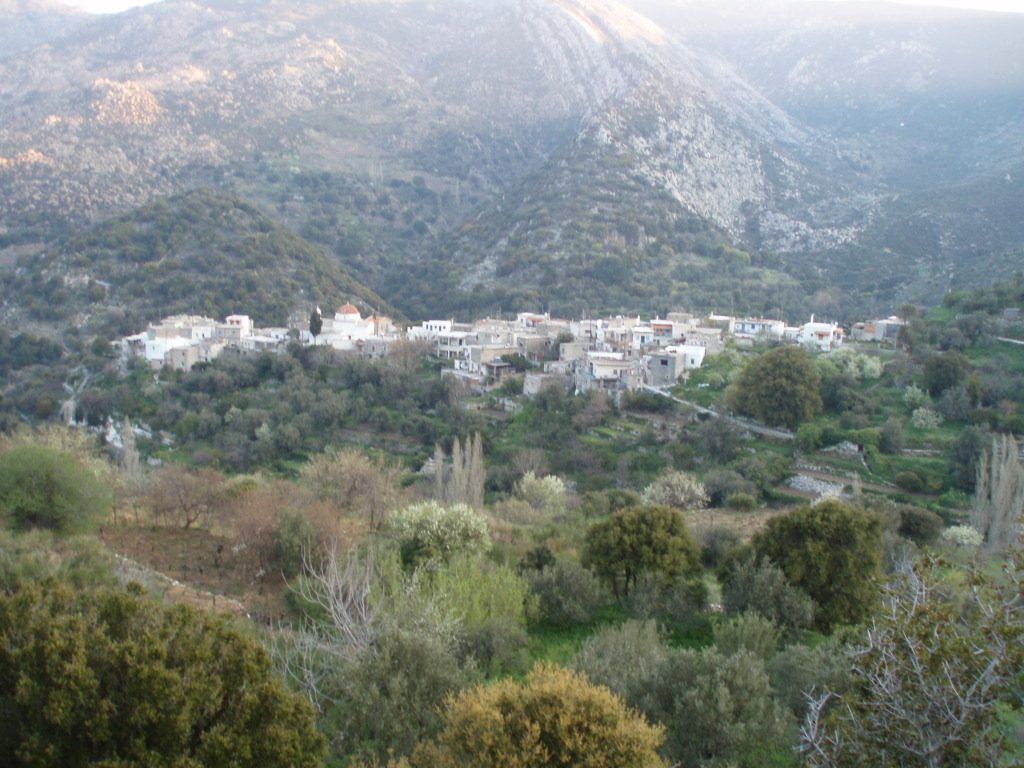
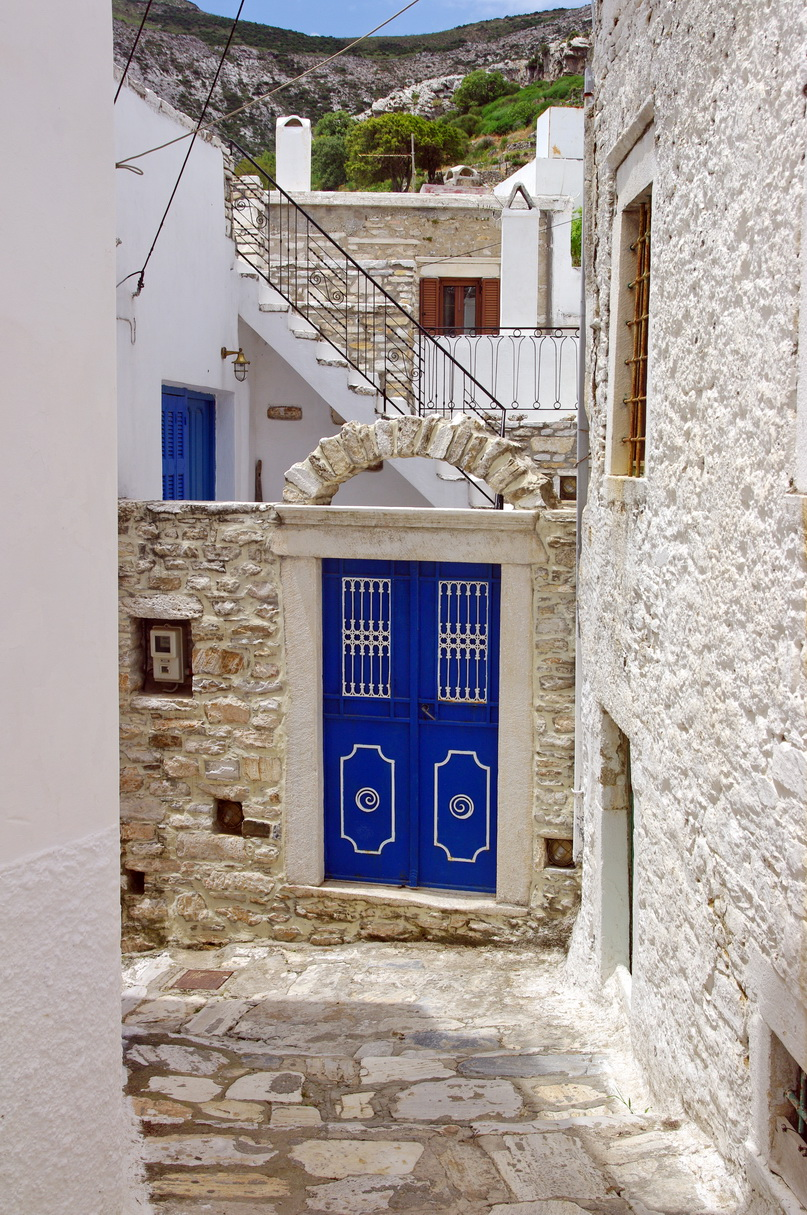